# 大舘隆司
大舘 隆司（おおだて りゅうじ）は、バンダイナムコスタジオのプロデューサー。

## 経歴
美術の教員になろうと考えていたが、ナムコの映像作品『未来忍者 慶雲機忍外伝』が展開していたメディアミックスに「開眼」し、「今後そのような作品が創れるのなら、映像の部分を創ってみたい」と考え1991年にナムコに入社。しかし入社すると映像プロジェクトがなくなったことを知らされたという。グラフィッカーとしてCGプロジェクトに2年かかわった後業務用アーケードゲームの企画をやることとなり、『サイバーコマンド』でデビュー。その後はアーケードチームでの活動やナムコ・ナンジャタウンのアトラクションのディレクションなどを行う。
企画者が自由に様々な企画を考えるという場において、『テイルズ オブ ザ ワールド レディアント マイソロジー』の原型となるゲームをプレゼンした。それがテイルズ オブ シリーズのプロデューサー・吉積信の目に止まり、2年越しの試行錯誤により『レディアント マイソロジー』となり、以後テイルズ オブ シリーズにかかわるようになる。吉積が手を挙げなければ「エースコンバット」の方に行っていたという。

## 人物
声優と俳優を区別して考えておらず、『テイルズ オブ ザ ワールド レディアント マイソロジー3』のロックス役に俳優の相葉裕樹を起用したのはそのことが起因している。
好きなキャラクターは、「変身キャラ」という理由で『テイルズ オブ ザ テンペスト』のカイウス。

## 製作に関わった作品

### ゲーム
- サイバーコマンド（1994年）
- ファイヤーブル[3]
- デス バイ ディグリーズ（2005年1月27日、PS2）アドベンチャーシークエンスリード
- テイルズ オブ ザ テンペスト（2006年10月26日、DS）スペシャルサンクス
- テイルズ オブ ザ ワールド レディアント マイソロジー（2006年12月21日、PSP）プロデューサー
- テイルズ オブ イノセンス（2007年12月6日、DS）制作プロデューサー
- テイルズ オブ シンフォニア -ラタトスクの騎士-（2008年6月26日、Wii）スペシャルサンクス
- テイルズ オブ ヴェスペリア（2008年8月7日、Xbox 360）スペシャルサンクス
- テイルズ オブ ザ ワールド レディアント マイソロジー2（2009年1月29日、PSP）制作プロデューサー
- テイルズ オブ バーサス（2009年8月6日、PSP）制作プロデューサー
- ホッタラケの島 カナタと虹色の鏡（2009年8月6日、DS）制作プロデューサー
- ゴッドイーター（2010年2月4日、PSP）スペシャルサンクス
- ケロロRPG 騎士と武者と伝説の海賊（2010年3月4日、DS）制作プロデューサー
- テイルズ オブ ファンタジア なりきりダンジョンX（2010年8月5日、PSP）プロデューサー
- テイルズ オブ ザ ワールド レディアント マイソロジー3（2011年2月10日、PSP）プロデューサー
- テイルズ オブ イノセンス R（2012年1月16日、PS Vita）プロデューサー
- テイルズ オブ ザ ヒーローズ ツインブレイヴ（2012年2月23日、PSP）プロダクトマネージャー
- テイルズ オブ ザ ワールド ダイスアドベンチャー（2012年4月26日、PC/携帯電話/スマートフォン）プロデューサー[6]
- テイルズ オブ ザ ワールド タクティクス ユニオン（2012年7月2日、iOS/Android）プロデューサー
- テイルズ オブ カード エボルブ（2012年9月11日、携帯電話/スマートフォン）プロデューサー[7]
- テイルズ オブ ハーツ R（2013年3月7日、PS Vita）プロデューサー
- テイルズ オブ ビブリオテカ（2013年9月25日、iOS）プロデューサー[7]
- テイルズ オブ リンク（2014年3月3日、iOS/Android）制作プロデューサー[8]
- テイルズ オブ ザ ワールド レーヴ ユナイティア（2014年10月23日、3DS）スーパーバイザー

### アニメ
- ているず おぶ 劇場（2012年）企画・原案、てい劇支配人